# Teplice nad Bečvou
Teplice nad Bečvou är en ort i Tjeckien.   Den ligger i regionen Olomouc, i den östra delen av landet, 250 km öster om huvudstaden Prag. Teplice nad Bečvou ligger 330 meter över havet och antalet invånare är 342.
Terrängen runt Teplice nad Bečvou är platt åt sydost, men åt nordväst är den kuperad. Runt Teplice nad Bečvou är det ganska tätbefolkat, med 86 invånare per kvadratkilometer. Närmaste större samhälle är Hranice, 2,2 km norr om Teplice nad Bečvou. Trakten runt Teplice nad Bečvou består till största delen av jordbruksmark.